# Antonio D'Orrico
Antonio D'Orrico (Cosenza, 26 gennaio 1954) è un giornalista, critico letterario e saggista italiano.

## Biografia
Antonio D'Orrico nasce a Cosenza nel 1954, da Bernardo e Anna, terzo dei quattro figli della coppia. D'Orrico è sposato e ha un figlio.
Laureato in Lettere all'Università di Firenze, comincia la sua carriera giornalistica proprio nel capoluogo toscano, collaborando all'Unità. Lavora, poi, anche a L'Europeo, tra il 1988 e il 1990, collaborando anche con Epoca e Gente Viaggi. Nel 1994, D'Orrico passa a Sette, il magazine del Corriere della Sera; finché, nell’aprile del 1996, ne diventa il caporedattore. Su Sette, D'Orrico ha uno spazio fisso, definito la più discussa, discutibile, indiscussa e indiscutibile rubrica letteraria italiana.
Tra il 1992 e il 1994, D'Orrico lavora come consulente editoriale per la Baldini & Castoldi. Come autore, invece, ha pubblicato il saggio Cambiare vita, ha curato l'antologia sportiva Momenti di gloria e scritto il romanzo Come vendere un milione di copie e vivere felici.

## Critiche
D'Orrico è spesso criticato per il suo gusto letterario definito genericamente pop. Camillo Langone ha detto di lui: «Nelle stroncature deve sempre metterci l'arroganza del potente, dello spezzacarriere, se no non gli vengono». Nicola Lagioia, in occasione dell'uscita di Occidente per principianti, ebbe modo di polemizzare con D'Orrico, che proprio in quel periodo elogiava Il codice da Vinci: «Se Il codice Da Vinci è però letteratura, io sono un cretino e Antonio D’Orrico un critico letterario. Attenzione, non potete cavarvela con il semplice fatto che io sia un cretino: dovete prendervi pure D’Orrico».

## Opere
- Cambiare vita, Milano, Mondadori, 1991.
- Momenti di gloria, a cura di, Milano, Leonardo, 1992.
- Come vendere un milione di copie e vivere felici, Milano, Mondadori, 2010.